# 大连软件园

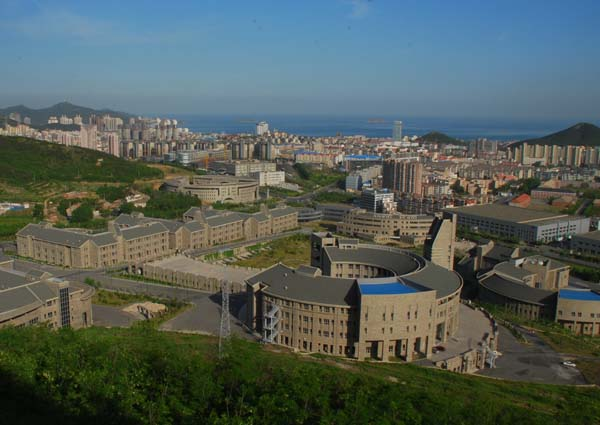
大连软件园

大连软件园（英語：Dalian Software Park）位于中国辽宁省大连市西南部郊区，是大连高新技术园区的一部分。三面有山环绕，其余一面临海，地势起伏。自1998年创建以来，大连软件园已经成为国内多家大中型IT企业的基地。大连是中国11个软件产业基地以及五个软件出口基地之一。已有超过300家公司进驻大连软件园，其中包括32家世界500强公司。

## 歷史与简介
大連軟體的發展起步於20世紀80年代末期。上世紀90年代早期，跨国软件外包需求迅猛增長。由于大连以及一些其他中国城市有日语语言优势，日本企业为了满足软件外包的需求，大多选择了大连。
1998年，大连软件园（综合面积3平方公里）建立在大连高新科技园区的西部效外地区。这个区域大部分是大连理工大学与东北财经大学等大学的研究区。

## 特色模式
大连软件园首创的“官助民办”的园区开发模式开创了中国园区经营管理模式的先河。此前在中国国内，这种事业都是由政府的管理委员会推行，因此，这是首例试行的民间管理模式。政府对私营企业委托相关内容，其中包括土地的整理、发展过程中的建设与管理、人才培养、国内外的宣传、招聘等等。
创建大连软件园的同时，政府亦建立了东软集团（英語：Neusoft Group）。在园内，东软集团与大连软件园共同出资建设了私立大学大连东软信息学院（旧名：东北大学东软信息学院 ）。

## 人才与信息管理
按照2006年的调查数据，大连软件园的业务统计如下：
- 40% 应用软件的开发项目
- 30% 业务流程外包（BPO）项目
- 10% 嵌入式软件开发项目
- 20% 其他的项目（图面设计，线路设计，制品开发，动漫等）

### 待遇政策
大连市政府给予大连软件园内就业员工的待遇政策如下
- 大学毕业生就业高科技企业的场合，可以取得大连市户口。
- 从2004年，软件园以及高新技术园区的软件开发企业，卫生福利年金的公司积存部分，可以适用大连市内的平均薪水金额。
- 从事同软件企业的个人当中，年收入超过6万人民币以上的劳动者，根据金额，对国家的纳税可以享受中到全额退还。

## 进驻企业

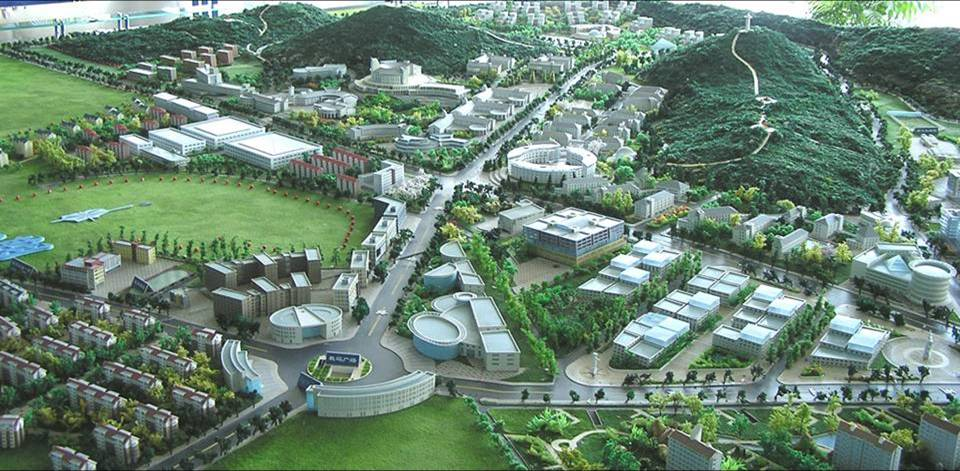
大连软件园沙盘

2007年9月至现在，大连软件园里有总共380个企业。
其中内含：
- 58% 国内（中国）企业
- 42% 海外企业
  - 27% 日资企业
  - 15% 其他外资企业（欧美，韩国，台湾，香港等）

日资企业当中ALPINE、松下信息等在早期就来到大连软件园，同时进行从日本到中国的IT项目的外包（ITO，如中软、共创软件等）以及一般业务外包（BPO，如大连华信、简柏特等企业）。
大連软件园1期的主要進駐公司與机关包括：
- 美资企业：IBM、Accenture、惠普、洛克威尔自动化公司等
- 国内公司：東軟集团、中軟軟件、東軟信息学院等
- 欧洲资公司：SAP（德国）、BT（英国）、東方源Oostsourcing（荷兰的Akyla 40%, Better Be 40%, Insight 20%的合并企业）等
- 日资公司：松下通信、松下電器、索尼、欧姆龙、阿尔派、住友電装（日语：住友電装）、NEC、横河電機、日立（中国）、富士通电子等
- 其他的地域公司：BHR-Frontline (Dalian) 博涵前金夆科技（大連）（新加坡）、FLE Dalian原岩軟件技術（大連）（香港）等

## 前景预测
对大连的IT产业发展情况目前有两种预测方向。

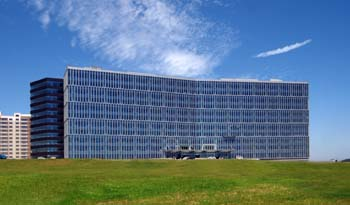
大连软件园腾飞园区

- 乐观预测：应增加人才供给，期待未来5-10年持续向上发展.
- 平稳预测：在未来某个时刻需求的人才会达到上限，转而发展开始降速。

在其他ITO业务方面，大连软件园正以其前期参与的中流工程经验为基础，努力向上流工程迈进，有望完成向从事高等价值业务转变的可能。
目前大连市在周水子国际机场沿着旅顺北路10公里西边大东沟地区有建立「大连国际外包业务基地」的计划。